# Vegetatietextuur
De vegetatietextuur (of textuur) van een vegetatie is de verscheidenheid aan groeivormen, levensvormen en levensstrategieën. 
Bij de beoordeling van de vegetatietextuur wordt van een vegetatieopname het spectrum bepaald. Voor elke soort moet vooraf bekend zijn tot welke categorie ze worden gerekend; daarbij kan de abundantie van de waargenomen soorten in een vegetatieopname worden meegewogen. 

## Voorbeelden
Voorbeelden van mogelijke spectra zijn:
- het aandeel van de verschillende levensvormen van de soorten,
- het aandeel van de verschillende groeivormen van de soorten,
- het relatieve voorkomen van de diverse ecologische groepen van de soorten,
- de frequenties van de verschillende klassen van indicatorwaarden of Ellenberg-indicatorwaarden van de soorten,
- het relatieve frequenties van verschillende typen van freatofyten,
- van het relatieve voorkomen van de verschillende aangetroffen geslachten of families.

Vegetatiekartering is het in kaart brengen van de vegetatie in een bepaald gebied. Het praktische doel van vegetatiekartering is een milieukartering. Op basis van een vegetatiekaart kan men van het gekarteerde gebied de belangrijkste bepalende milieufactoren en de geschiktheid voor verschillende functies vaststellen. 
Vegetatiekartering richt zich gewoonlijk op vegetaties van zaadplanten, maar soms worden ook andere groepen betrokken bij de kartering, zoals mossen en korstmossen. Zo kan het spectrum van de verschillende typen freatofyten in een vegetatie informatie geven over de gevoeligheid van die vegetatie voor verlaging van het waterpeil. 
De luchtkwaliteit en de luchtvervuiling in een gebied kan beoordeeld worden aan de hand van de aan- of afwezigheid kostmossen. Bepaalde soorten epifytische korstmossen kunnen slecht tegen zwavelverbindingen zoals zwaveldioxide en sterven af als de concentratie te hoog is, waardoor een epifytenwoestijn kan ontstaan. Enkele andere soorten profiteren juist van stikstofverbindingen uit de lucht.

## Vegetatiestructuur
Tegenover vegetatietextuur staat de vegetatiestructuur: de ruimtelijke en temporele opbouw van de vegetatie. Ruimtelijke structuur bestaat uit horizontale patronen en verticale gelaagdheid van de vegetatie. De temporele structuur bestaat uit patronen in de tijd, zoals seizoensaspecten. 